# 約旦河西岸超級聯賽
約旦河西岸超級聯賽（West Bank Premier League）是巴勒斯坦足球協會兩個頂級聯賽其中之一。另一個是加沙地帶超級足球聯賽。巴勒斯坦擁有豐富的足球歷史可以追溯到20世紀30年代早期，但大部分的球隊，由於隨之而來的政治動盪而消失。多年來，聯賽的形式已經採取了許多不同的形式進行。自2008年以來聯賽從未間斷。
2010–11賽季建立第一個職業足球聯賽，許多球會因而高調引援。最值得注意的是Fadi Lafi，Hernán Madrid，以及Arab-Israelis以色列的二三線球會。
約旦河西岸足球超級聯賽形式為12支球隊進行雙循環形式比賽，最高積分球隊成為冠軍，而最低分的2支球隊降級到約旦河西岸足球甲級聯賽。
2011–12年只有 10 支球隊，但巴勒斯坦足球協會宣布，四支球隊將在約旦河西岸足球甲級聯賽升級，以傳統的 12 支球隊形式比賽。同時巴勒斯坦足球協會也改變了資格禁止使用外籍球員的規則，球隊可無限量使用以色列的阿拉伯公民。

## 參賽隊伍
2023–24賽季，約旦河西岸超級聯賽參賽隊伍共有 12 支。
| 中文名稱         | 英文名稱               | 所在城市   | 上季成績      |
| ---------------- | ---------------------- | ---------- | ------------- |
| 查巴爾艾穆卡巴   | Jabal Al-Mukaber Club  | 東耶路撒冷 | 第 1 位       |
| 希拉爾聖城       | Hilal Al-Quds Club     | 東耶路撒冷 | 第 2 位       |
| 沙巴柏艾卡里     | Shabab Al-Khalil SC    | 希伯侖     | 第 3 位       |
| 沙巴柏達希利亞   | Shabab Al-Dhahiriya SC | 希伯侖     | 第 4 位       |
| 巴勒達           | Markaz Balata          | 納布盧斯   | 第 5 位       |
| 法卡菲圖卡姆     | Thaqafi Tulkarem       | 圖爾卡姆   | 第 6 位       |
| 塔拉治華迪艾尼斯 | Taraji Wadi Al-Nes     | 伯利恆     | 第 7 位       |
| 沙巴柏艾沙姆     | Shabab Alsamu          | 希伯侖     | 第 8 位       |
| 艾伯希           | Mosaset Al-Bireh Club  | 艾伯希     | 第 9 位       |
| 阿里艾卡里       | Ahli Al-Khaleel        | 希伯侖     | 第 10 位      |
|                  |                        |            | 甲組，第 1 位 |
|                  |                        |            | 甲組，第 2 位 |

## 歷屆冠軍
以下為歷屆賽事冠軍：
- 1977：施雲
- 1982：沙巴柏艾卡里
- 1984：圖卡姆中心
- 1984–85：沙巴柏艾卡里
- 1997：阿馬里青年中心
- 2000：塔拉治華迪艾尼斯
- 2006：圖卡姆中心
- 2007：塔拉治華迪艾尼斯
- 2008–09：塔拉治華迪艾尼斯
- 2009–10：查巴爾艾穆卡巴
- 2010–11：阿馬里青年中心
- 2011–12：希拉爾聖城
- 2012–13：沙巴柏達希利亞
- 2013–14：塔拉治華迪艾尼斯
- 2014–15：沙巴柏達希利亞
- 2015–16：沙巴柏艾卡里
- 2016–17：希拉爾聖城
- 2017–18：希拉爾聖城
- 2018–19：希拉爾聖城
- 2019–20：巴勒達青年中心
- 2020–21：沙巴柏艾卡里
- 2021–22：沙巴柏艾卡里
- 2022–23：查巴爾艾穆卡巴

## 外部連結
- League （页面存档备份，存于） at fifa.com
- League at soccerway.com